# Sueoni
     Svedesi (Sueoni)
     Geati
     Popolo di Gotland (Goti)

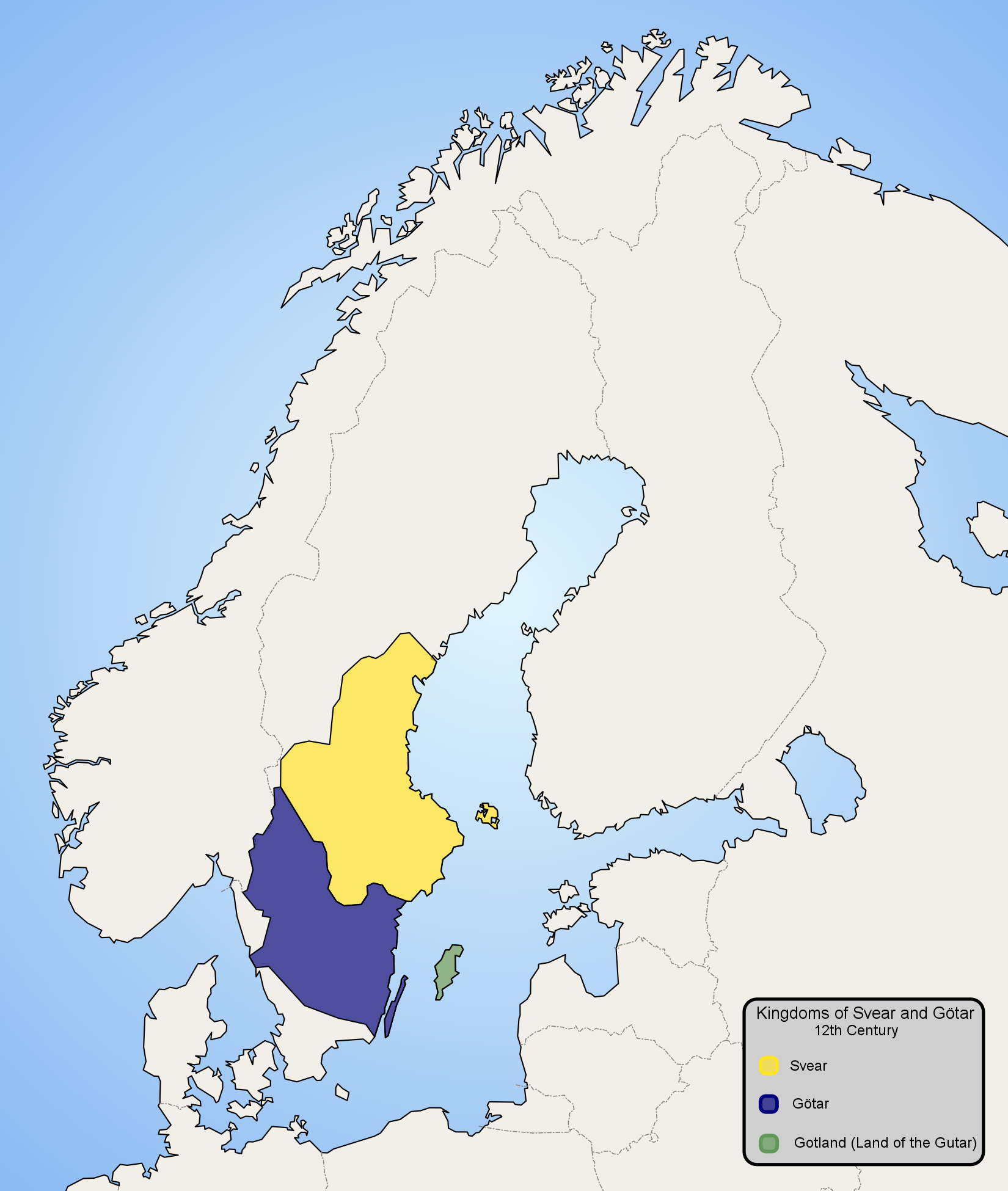
La Svezia nel XII secolo prima dell'incorporazione della Finlandia nel XIII secolo
Svedesi (Sueoni)
Geati
Popolo di Gotland (Goti)

I Sueoni, Suioni, Sweonas, Suehans, Svíar o Svear erano un popolo germanico della Scandinavia. Quando i domini dei loro re si ampliarono, la loro terra evolvette lentamente nella moderna Svezia.
Secondo le saghe norrene come l'Heimskringla, i Sueoni furono un popolo potente i cui re si dicevano discendenti del dio Freyr. Durante l'epoca vichinga costituirono la base del gruppo dei Variaghi, i Vichinghi che si spinsero ad est.
La loro posizione privilegiata nel regno svedese fu abolita a metà del XIII secolo. Fino ad allora, i Sueoni avevano avuto uno status semi-aristocratico ed erano obbligati solo a fornire navi, soldati e viveri al re di Svezia durante le guerre, mentre le altre nazioni del regno, come Geati e Goti, erano nazioni tributarie che venivano regolarmente tassate.

## Nome
Quando i domini dei re svedesi crebbero, il nome del popolo poté essere applicato in maniera più generale, durante il Medioevo, anche ai Geati. Poi tornò a riferirsi solo agli abitanti delle terre originarie di quel popolo in Svealand, in opposizione ai Geati di Götaland.
Nelle moderne lingue scandinave, la forma aggettivale svensk e il suo plurale svenskar/svensker ha rimpiazzato il nome svear ed è oggi usata per indicare tutti i cittadini della Svezia. La distinzione tra gli antichi Sueoni (svear) e i moderni svedesi (svenskar) sembra essere nata all'inizio del XX secolo, quando il Nordisk familjebok fece notare che svenskar aveva sostituito svear come nome degli svedesi. Anche se questa distinzione è entrata in uso nel moderno norvegese, danese e svedese, l'islandese mantiene la terminologia originale e chiama entrambi Svíar.

## Localizzazione

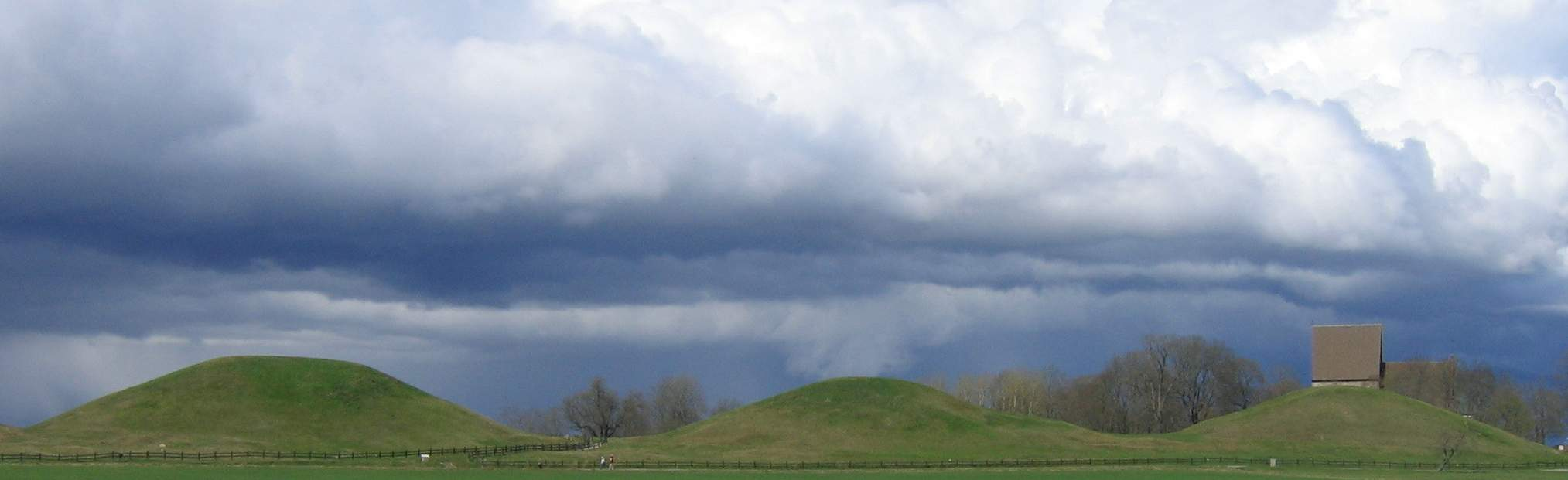
Gamla Uppsala era un importante centro religioso e politico in Svezia

I primi luoghi in cui abitarono i Sueoni erano in Svealand orientale, cioè nelle Folkland di Attundaland, Tiundaland, Fjärdhundraland e Roslagen, nell'area delle attuali città di Uppsala e Stoccolma e della provincia di Gästrikaland. I loro territori inclusero anche molto presto le province di Västmanland, Södermanland e Närke nel bacino del Mälaren, che allora era una baia con molte isole. La regione è ancora oggi una delle più fertili e densamente popolate della Scandinavia.
I loro territori erano chiamati Svealand (Swéoland secondo Ohthere di Hålogaland), Suithiod (Sweoðeod secondo il Beowulf), Svíaveldi o Svea rike (Swéorice secondo il Beowulf). Il momento a noi sconosciuto in cui assoggettarono o si unirono ai Geati di Götaland, nel periodo tra il VI e l'XI secolo, è oggi considerato l'istante in cui nacque il regno svedese, sebbene il nome Sverige ("Svezia" in svedese) derivi da Svea rike ("regno dei Sueoni").
Il centro del culto degli Æsir a Gamla Uppsala era il principale centro religioso dei Sueoni e qui il re svedese faceva da sacerdote durante i sacrifici (blót). Uppsala era anche il centro dell'Uppsala öd, la rete di proprietà reali che finanziò il re svedese e la sua corte fino al XIII secolo.
Si discute se i domini originali dei Sueoni fossero davvero ad Uppsala, il cuore dell'Uppland, o se il termine "Sueoni" fosse usato comunemente per tutti i popoli di Svealand, allo stesso modo in cui i popoli delle diverse province dell'antica Norvegia erano chiamati collettivamente Nortmanni.

## Etimologia
Il termine Suiones compare nel De Origine et situ Germanorum dell'autore romano Tacito. Una forma simile, Sweon(as), si può ritrovare nella lingua antico inglese e nell'opera di Adamo da Brema sugli arcivescovi di Amburgo-Brema, dove troviamo Sueones.
Secondo una teoria (Schagerström 1931), il nome deriva dal proto-germanico *saiwi- ("lago" o "mare") e precisamente dai derivati *siwíoniz e *swi-oniz ("popolo del mare"). Tuttavia questa radice non sembra aver prodotto altri derivati, perciò è considerata improbabile.
Noréen (1920) suggerì che Suiones potesse essere una latinizzazione del proto-germanico *Swihoniz ("[popolo] proprio di qualcuno"), che deriva dalla stessa radice proto-indoeuropea del latino suus (entrambi derivano da una radice pronominale riflessiva presente anche nelle lingue slave); nelle lingue scandinave moderne, la stessa radice compare in parole come svåger ("cognato") e svägerska ("cognata"). La forma *Swihoniz sarebbe diventata nel gotico di Ulfila *Swaíhans, che più tardi si sarebbe evoluta nel Suehans utilizzato nel De origine actibusque Getarum di Giordane. Di conseguenza, il termine proto-norreno sarebbe stato *Swehaniz che seguendo le trasformazioni di suono del norreno sarebbe divenuto Svíar in norreno occidentale e Swear in norreno orientale. Tuttavia quest'etimologia non ha riscosso molto successo.
La teoria più vecchia delle tre proposte è la più accreditata. Secondo questa teoria (Friesen 1915), il nome Sueoni non deriva dalla radice *swih ma da *Swe ed era originariamente un aggettivo, il proto-germanico *Sweoniz ("parente"). La forma gotica sarebbe stata *Swians e la h in Suehans un pleonasmo. La forma proto-norrena sarebbe quindi stata *Sweoniz, che sarebbe anch'essa risultata nelle forme storicamente attestate.

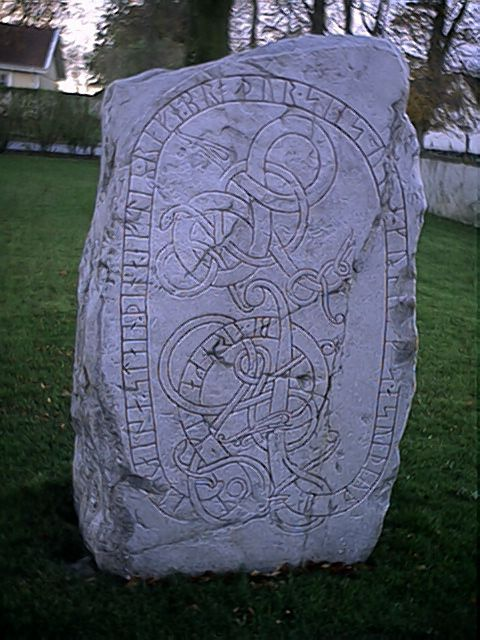
La pietra runica DR344 è una delle testimonianze più antiche del nome Svíþjóð; solo la DR216, il Beowulf e il De origine actibusque Getarum sono più antichi

Nonostante gli studiosi abbiano opinioni diverse sull'origine del nome, concordano sul fatto che il Suiones latino, lo svíar norreno e il Sweon(as) antico inglese siano lo stesso nome. Anche se la n è scomparsa nel nome svear/svíar, è ancora presente nell'antico aggettivo che oggi designa gli svedesi, svensk.
Il nome divenne parte di un composto, che il norreno occidentale fu Svíþjóð ("il popolo dei Sueoni"), in norreno orientale Sweþiuð e in antico inglese Sweoðeod. Questo composto compare nelle pietre runiche nei locativi i suiþiuþu (Sö Fv1948;289, Aspa Löt, Sörmland), a suiþiuþu (DR344, Simris, Scania) e o suoþiauþu (DR216, Tirsted, Lolland). La fonte danese del XIII secolo Scriptores rerum Danicarum cita un posto chiamato litlæ swethiuthæ, che è probabilmente l'isola Sverige ("Svezia") presso Stoccolma. La prima testimonianza del nome tuttavia sembra essere Suetidi, nel De origine actibusque Getarum di Giordane (VI secolo).
L'unico popolo germanico che ebbe un nome in modo simile furono i Goti, che dal nome *Gutans (cfr. Suehans) derivarono la forma gut-þiuda.
Dal nome Sweþiuþ e dalle sue diverse forme derivarono i diversi nomi latini della terra dei Sueoni, Suethia, Suetia e Suecia, da cui deriva l'italiano Svezia.
Un secondo composto fu Svíariki, o Sweorice in anglosassone, che significa "il regno dei Sueoni". Questo è ancora oggi il nome ufficiale della Svezia in svedese, Svea rike, e l'origine del suo nome comune, Sverige, con la k dell'antica forma Sverike trasformatasi in una g per influenza del danese. Nel lettone moderno, la parola zviedri significa "Svedesi" e la parola Zviedrija (da Svea rike) significa "Svezia"; ciò mostra l'antichissima parentela tra gli antenati dei Sueoni e quelli dei lettoni fin dai primi insediamenti scandinavi a Grobiņa e Apuole nel VI secolo.

## Storia
La storia di questo popolo è avvolta nelle nebbie del tempo. Oltre alla mitologia norrena e alle leggende germaniche, solo poche fonti la descrivono e abbiamo ben poche informazioni, sebbene i Sueoni esistessero già fin dal I secolo.

### Romani

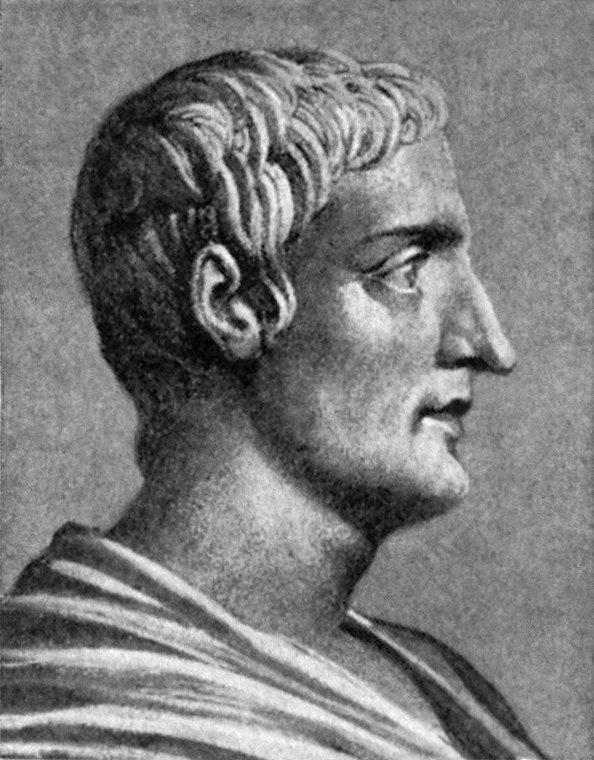
Publio Cornelio Tacito

Ci sono due fonti del I secolo che citano i Sueoni. La prima è Plinio il Vecchio, che disse che i Romani avevano circumnavigato la Penisola dei Cimbri (lo Jutland) dove si trovava il Golfo di Codano (forse il Kattegat); in questo golfo vi erano alcune grandi isole tra cui la più famosa era la Scatinavia (la Scandinavia). Scrisse che le dimensioni dell'isola erano ignote ma che in una sua parte viveva un popolo chiamato Hillevionum gente, organizzato in 500 villaggi, che considerava il loro paese un mondo a parte.
Ciò che colpisce i commentatori di questo testo è che questo grande popolo non è noto ai posteri, a meno che non sia un semplice errore di copiatura di Illa Svionum gente. Ciò darebbe senso alla questione, anche perché era nota ai Romani una grande popolazione scandinava chiamata Suiones.
Tacito scrisse nel 98 d.C. nel De Origine et situ Germanorum che i Suiones erano un popolo potente ("erano forti anche nello stesso Oceano per la flotta oltre che per uomini ed armi") con navi che avevano prue ad entrambi gli estremi (le drakkar). Quali re (kuningaz) governassero i Suiones è ignoto, ma la mitologia norrena fornisce una lunga lista di re leggendari e semi-leggendari che risale fino agli ultimi secoli prima di Cristo.
Dopo la menzione di Tacito dei Sueoni, le fonti tacciono su di loro fino al VI secolo, quando la Scandinavia era ancora in tempi primitivi. Alcuni storici hanno ipotizzato che non è possibile che l'etnia svedese possa risalire in modo continuo fino ai Suiones di Tacito. Secondo questo punto di vista l'etnonimo e il discorso etnologico hanno cambiato considerevolmente soggetto nelle diverse fasi della storia scandinava.

### Giordane
Nel VI secolo Giordane menzionò due popoli che chiamò Suehans e Suetidi, che vivevano in Scandza; si ritiene che i Suehans siano i Sueoni, ed erano famosi per i loro magnifici cavalli. Snorri Sturluson scrisse che il contemporaneo re svedese Adils (Eadgils) possedeva i più bei cavalli del suo tempo. I Suehans erano i fornitori di pelle di volpe nera del mercato romano. I Suetidi che Giordane nominò sono considerati essere anch'essi Sueoni e il loro nome è una latinizzazione di Sweþiuð; si dice che i Suetidi fossero gli uomini più alti insieme ai Daner, che erano della stessa razza.

### Fonti anglosassoni
Ci sono tre fonti anglosassoni che parlano dei Sueoni. La più antica è probabilmente la meno conosciuta, poiché la citazione avviene in una lunga lista di nomi di popoli e clan. È il poema Widsith, del VI o VII secolo:
(Widsith, versi 31-33)
Al verso 32 è menzionato Ongenþeow e ricompare nel poema epico più tardo Beowulf, che fu composto nel periodo tra l'VIII e il X secolo.

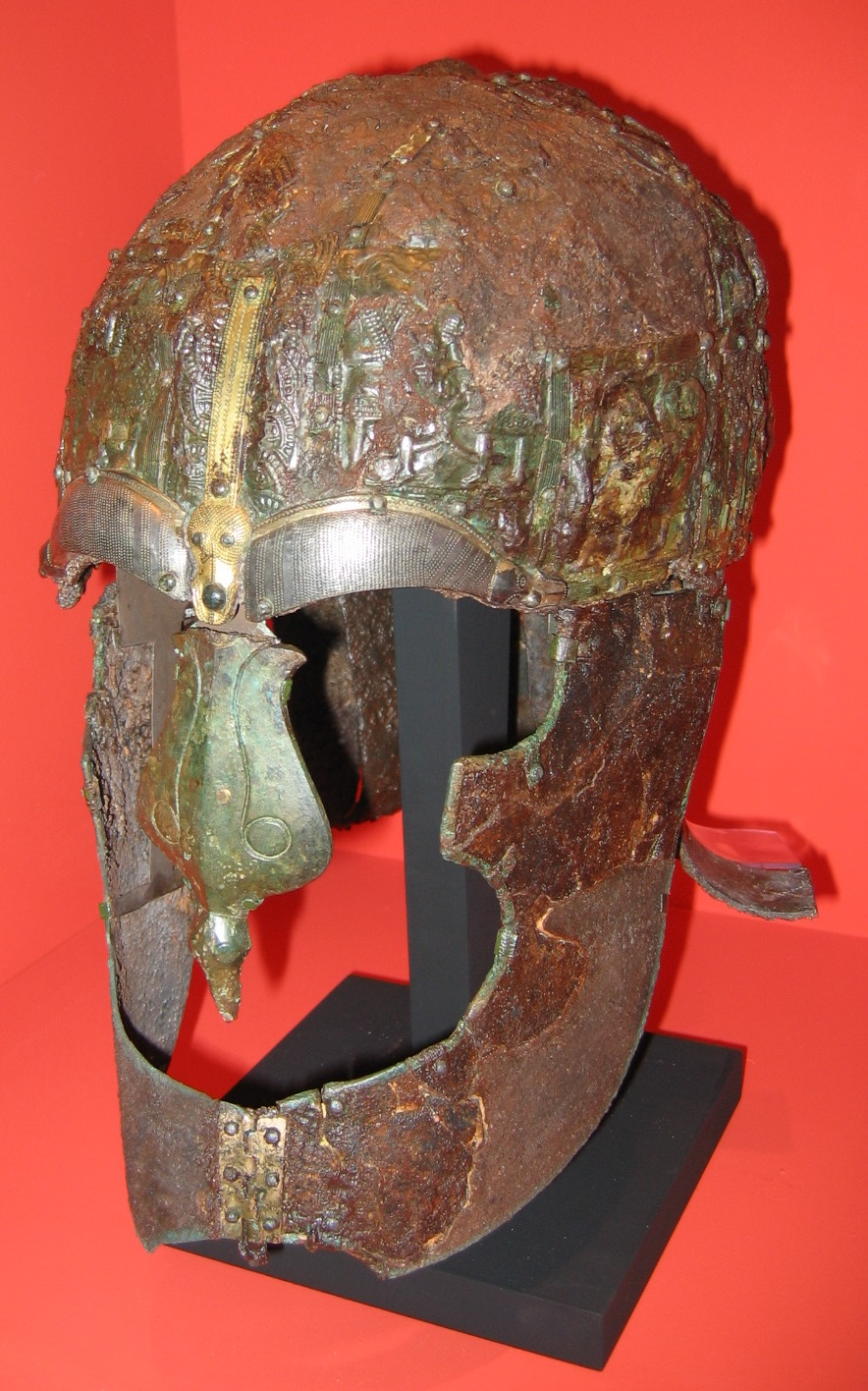
Elmo dell'Età di Vendel, al Museo Svedese di Antichità Nazionali

Il poema descrive le guerre tra Sueoni e Geati del VI secolo, che coinvolsero i re svedesi Ongenþeow, Ohthere, Onela ed Eadgils che appartenevano ad una dinastia reale chiamata Ynglingar. Questi re furono probabilmente storici, poiché compaiono in molte fonti scandinave (vedi Re semi-leggendari svedesi). Qui è riportata una profezia di Wiglaf alla fine del poema riguardo alle nuove guerre con i Sueoni:
(Beowulf, versi 3000-3008)
Fonti storiche più attendibili dicono i Geati un sottogruppo dei Sueoni.
La terza fonte anglosassone è la traduzione di Alfredo il Grande delle Historiae di Paolo Orosio, in cui si parla dei viaggi di Ohthere da Hålogaland e Wulfstan di Hedeby, che nel IX secolo descrissero i Sweon e Sweoland.
Il racconto di Ohthere è limitato ad una vaga localizzazione geografica di Swēoland. Wulfstan menziona solo qualche regione come soggetta agli Sweon:
(Wulfstan da Hedeby Discovery of Muscovy by Richard Hakluyt - Project Gutenberg)

### Fonti franche
Durante l'VIII e il IX secolo i mercanti e saccheggiatori sueoni si stanziarono nel nord-est dell'Europa, una terra di fiumi abitata da popoli baltici, slavi e finnici.
Gli Annales Bertiniani riportano che un gruppo di Vichinghi che chiamavano se stessi Rhos visitarono Costantinopoli intorno all'838. Spaventati dall'idea di tornare a casa attraverso le steppe, che li avrebbero lasciati vulnerabili agli attacchi dei Magiari, questi Rhos viaggiarono attraverso la Germania. Qui furono interrogati dal re franco Ludovico il Pio dalle parti di Magonza. Essi informarono il re che il loro leader era noto come chacanus (latino per "khagan") e che vivevano nel nord della Russia, ma che erano Sueones.

### Adamo da Brema
Parlando delle questioni scandinave, Adamo da Brema riporta nell'XI secolo che i Sueones avevano più mogli ed avevano pene severe. L'ospitalità era un valore importante e rifiutare ad un viandante di accoglierlo per la notte era considerato vergognoso; il visitatore era addirittura portato in giro a vedere gli amici dell'ospite.
È degno d'interesse che, sebbene 1000 anni separino Adamo da Brema da Tacito, entrambi descrivano i Sueoni come divisi in molti gruppi, probabilmente corrispondenti alle tradizionali province della Svealand orientale. Come Tacito, anche Adamo scrive che erano guerrieri potenti sul mare, un potere che usavano per tener buoni i vicini. La loro famiglia reale era di antica stirpe (il Casato di Munsö), ma i re erano sottoposti al volere del popolo, rappresentato dal Thing. Ciò che era stato deciso dal popolo era più importante del volere del re, a meno che l'opinione del re non sembrasse più ragionevole, nel qual caso di solito era obbedito. In tempo di pace il popolo sembrava essere alla pari del re, ma in guerra obbedivano ciecamente a lui o a chi egli indicava come il più saggio. Se gli eventi della guerra erano sfavorevoli, pregavano uno dei loro molti dei (gli Æsir), e se vincevano gli mostravano gratitudine.

### Saghe norrene
Le saghe norrene sono la nostra fonte principale per la loro conoscenza e specialmente Snorri Sturluson, che è probabilmente quello che più ha contribuito (vedi per esempio l'Heimskringla). Le sue descrizioni ci danno un ampio quadro di quel popolo, insieme a quelle delle fonti precedenti.